# Slipskedja

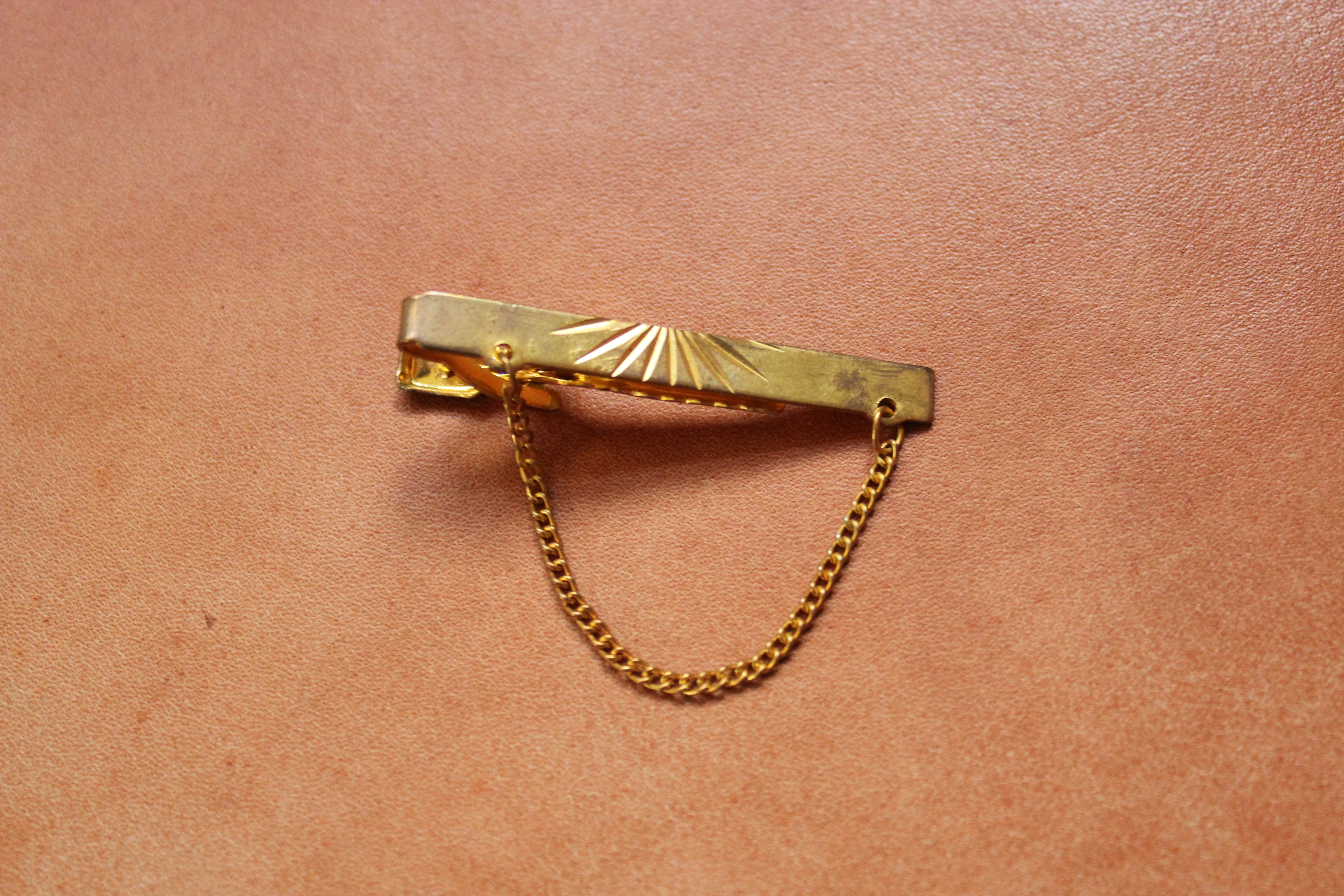
Slipskedja med klämma.

En slipskedja är ett smycke som används till att fästa slipsen till skjortan. I motsats till slipsklämman, som klämmer fast slipsen, löper slipskedjan löst runt slipsen så att den kan röra sig men ändå hänger rakt. Den består av två delar, en klämma som fästs i skjortbröstet 
eller runt en skjortknapp och en tunn kedja, vanligen av guld eller silver, som håller fast slipsen. Klämman skall helst döljas av slipsen.